# Alchemilla flavovirens
Alchemilla flavovirens är en rosväxtart som beskrevs av Robert Buser. Alchemilla flavovirens ingår i släktet daggkåpor, och familjen rosväxter. Inga underarter finns listade i Catalogue of Life.